# Harry Mutuma Kathurima

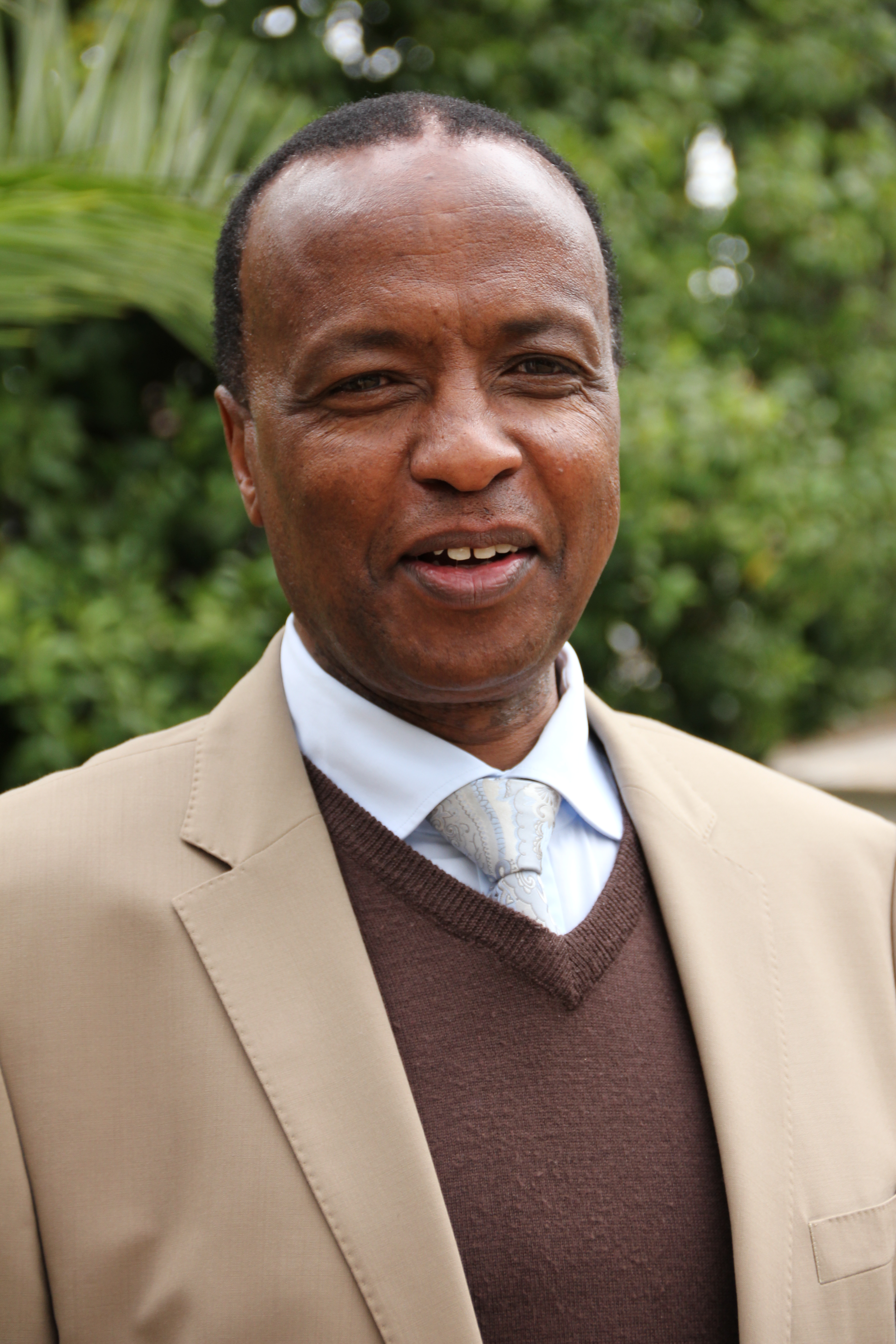
Harry Mutuma Kathurima

Harry Mutuma Kathurima (* 20. August 1952 in Meru) ist ein kenianischer Diplomat. Kathurima war von August 2005 bis September 2010 kenianischer Botschafter in Deutschland.

## Leben
Kathurima studierte Geisteswissenschaften an der University of Nairobi und schloss das Studium 1976 ab. 1982 beendete er ein Studium der Public Administration an der University of Birmingham. Kathurima war Ende der 1970er Jahre als Distriktsbeamter im Malindi District tätig, danach arbeitete er bis 1982 im Büro des Provinzrates in Mombasa. 1985 folgte ein Wechsel in das Büro des Präsidenten, Kathurima arbeitete dort als Ministerialdirektor. Danach folgte ein Posten als Staatssekretär im Außenministerium, von 1991 bis 1997 war er dort als Protokollchef tätig. Es folgten Stationen im Siedlungsministerium und dem Ministerium für Gemeinsame Entwicklung. In den Jahren 2000 bis 2003 war Kathurima der Vorsitzende der Rentenbehörde. Im Jahr 2004 wurde er in den diplomatischen Dienst berufen und diente als Hochkommissar in Neu-Delhi. Während des zweijährigen Aufenthaltes in Indien war Kathurima auch für Bangladesch, Singapur und Sri Lanka akkreditiert. Von August 2005 bis September 2010 war Kathurima kenianischer Botschafter in Deutschland.
Kathurima ist verheiratet und Vater von zwei Kindern.